# 1945年ダム広場銃撃事件

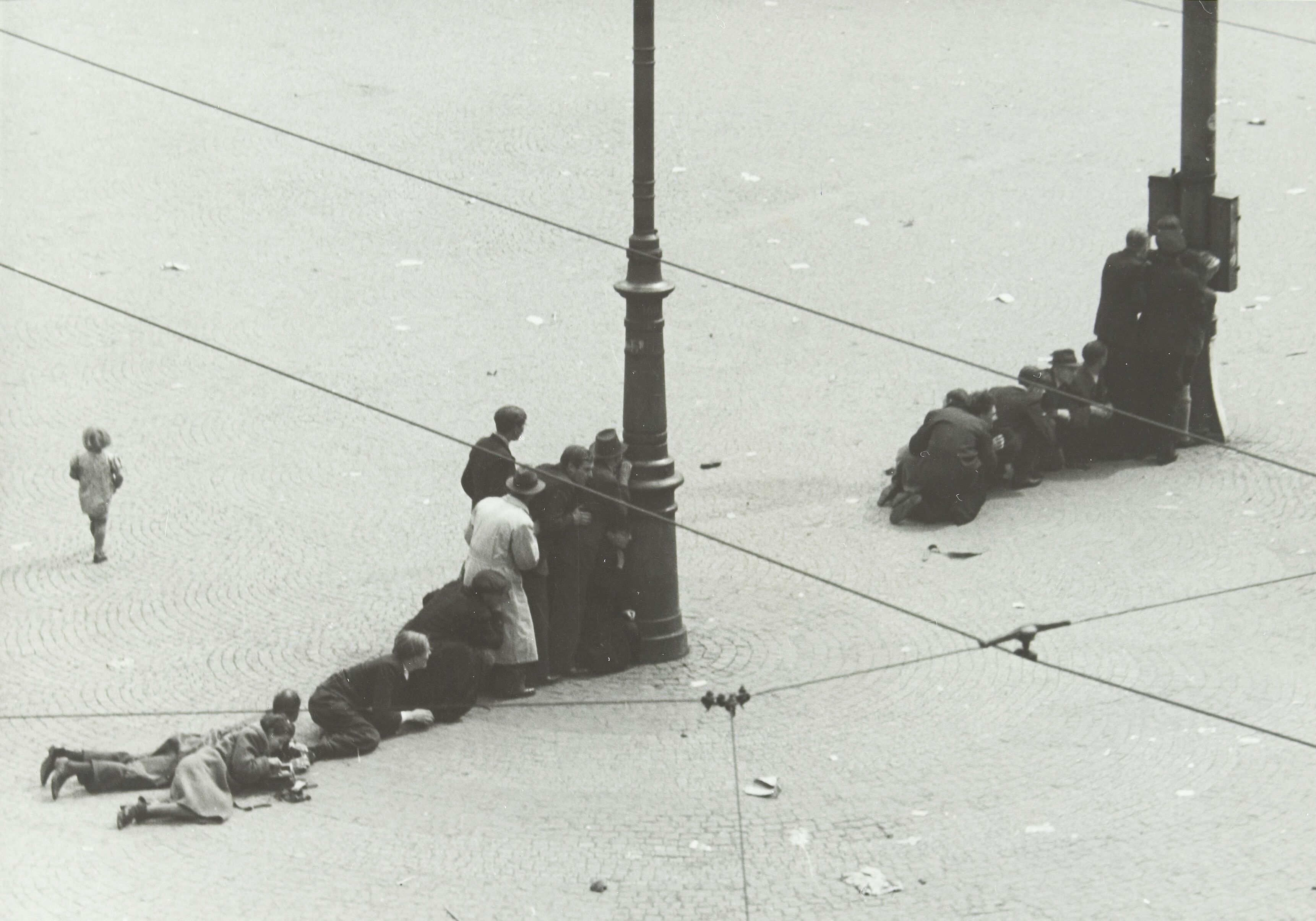
街灯の影に隠れようとする人々。左にいるタイニー・ファン・デア・フックという少女は、落としたアイスクリームを気にして立ちすくんでいる

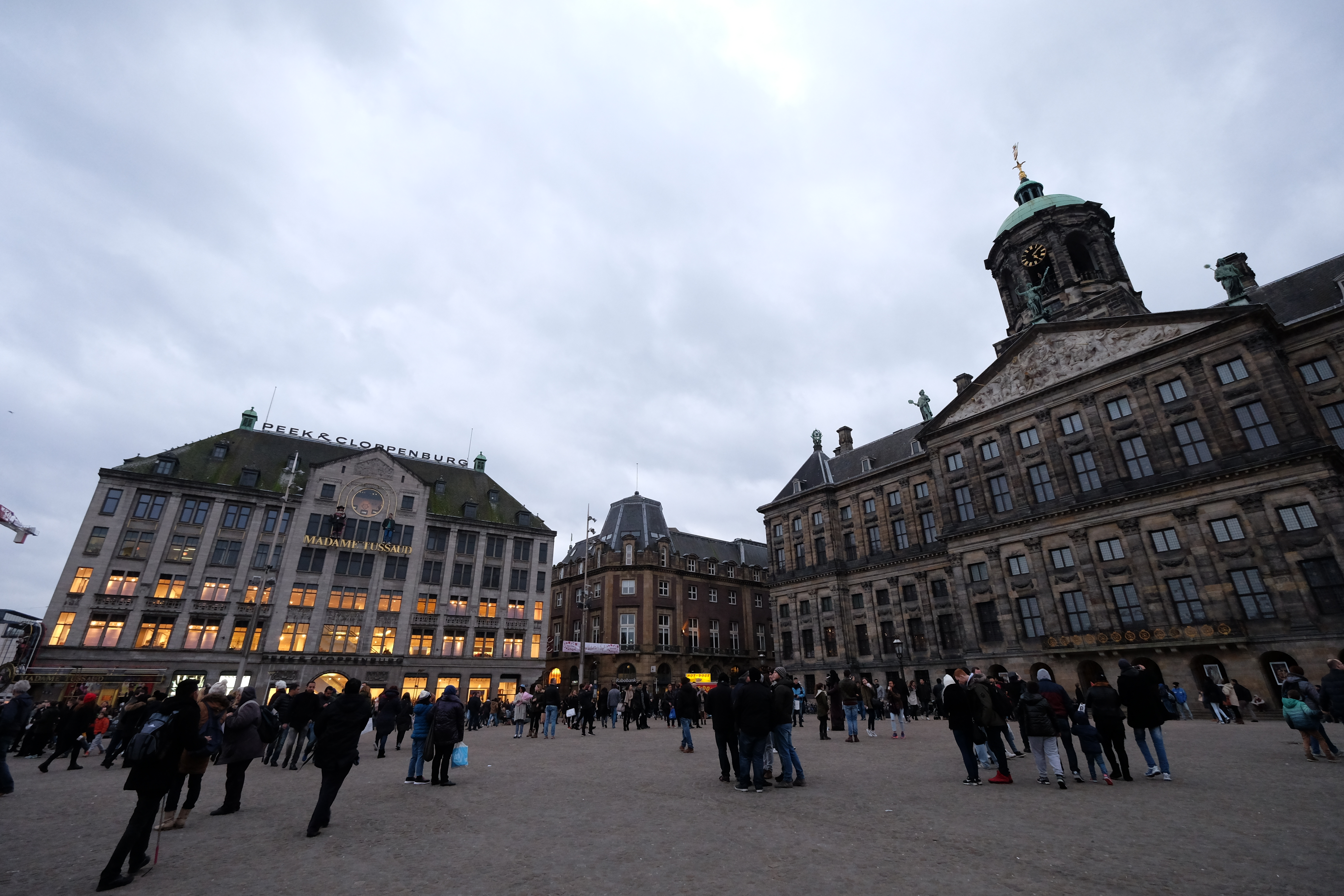
ダム広場（2016年）。中央奥に見える建物がグローテ・クラブ。右は王宮、左はマダム・タッソー館

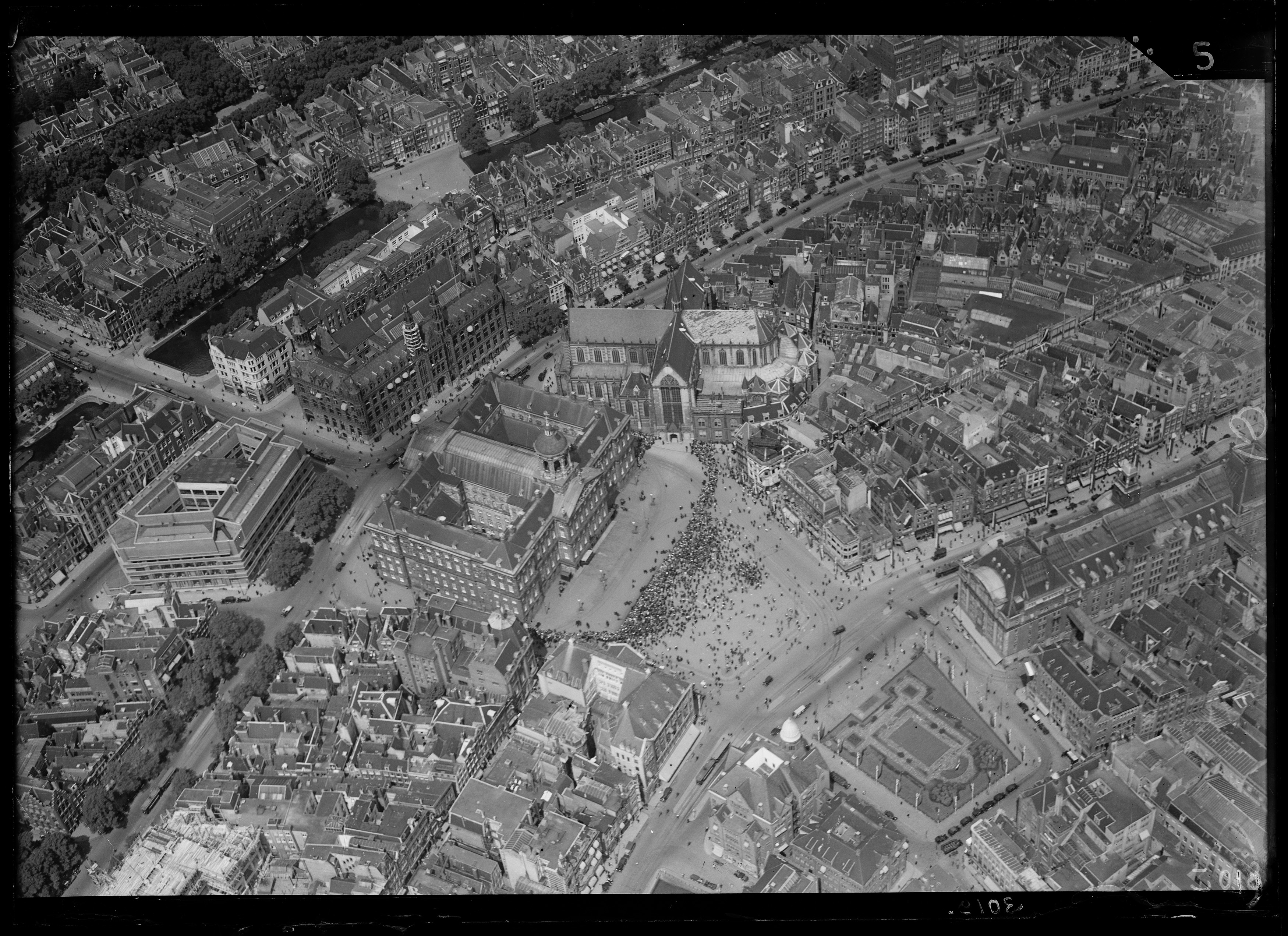
ダム広場の航空写真（1930年頃）

1945年ダム広場銃撃事件（1945ねんダムひろばじゅうげきじけん）は、第二次世界大戦末期の1945年5月7日にオランダで発生した銃撃事件である。欧州における終戦が迫る中、終戦および解放を祝おうとアムステルダムのダム広場に集まっていた人々に対し、ドイツ海軍の兵士が機関銃を乱射した。30人以上が死亡した。

## 背景
オランダに展開するドイツ軍は、1945年5月5日に連合国軍へと降伏した。しかし、連合国軍が到着して武装解除が行われるまで、西オランダは引き続きドイツ軍の占領下に置かれることとなった。5月6日、地元紙はカナダ軍が翌日アムステルダムに到着すると報じた。
この時、オランダは極めて複雑な状況に置かれていた。降伏は5月5日8時00分に発効したが、いわゆる「オランダ要塞」（Festung Holland）には10万人以上のドイツ軍人が依然として留まっていて、7日まで連合国軍は到着しなかったからである。6日の時点でもドイツ軍と連合国軍のそれぞれの司令官の間で、降伏に関する追加の条項についての議論は続けられていた。アムステルダムでは、武装解除されていない数千人のドイツ兵と抵抗運動組織であるオランダ国内軍の部隊（書類上は5,000人）が対峙しつつ、共に連合国軍からの追加の指示を待って待機していた。地元紙が報じたところでは、5日にはドイツ軍の小部隊による降伏式典が行われた一方、親衛隊（SS）の施設からの銃撃で死者が出てドイツ側の野戦憲兵隊が犯人を逮捕したり、ドイツの秩序警察が国内軍拠点を襲撃して双方に死者を出す銃撃戦が起こっていた。また、終戦が迫るにつれてドイツ軍も国内軍も通信網が圧迫されるようになり、頻繁に協議を繰り返していてさえ、降伏や武装解除の条件に関する細部の認識や解釈に乖離が生じ始めていた。ドイツ国防軍とSS、あるいは国内軍を構成する抵抗運動各派の間に生じていた対立関係も、状況を不安定なものとする要因だった。
5月7日、何千人もの人々がダム広場に集い、終戦を祝い、連合国軍の兵士らを歓迎しようとした。同日正午過ぎ、イギリス陸軍第49（ウェストライディング）歩兵師団のリチャード・テイト中佐代行に率いられたハンバー装甲車の一隊が、偵察のためにロキン通りを抜けてダム広場に接近した。この時、同じく偵察活動中だったドイツ軍の車列とすれ違った。ドイツ軍の車列がすぐに姿を消したのを見ると、イギリス陸軍は状況が非常に緊張したものと判断し、ダム広場を一周した後に市街を離れた。

### スリーキャッスル作戦

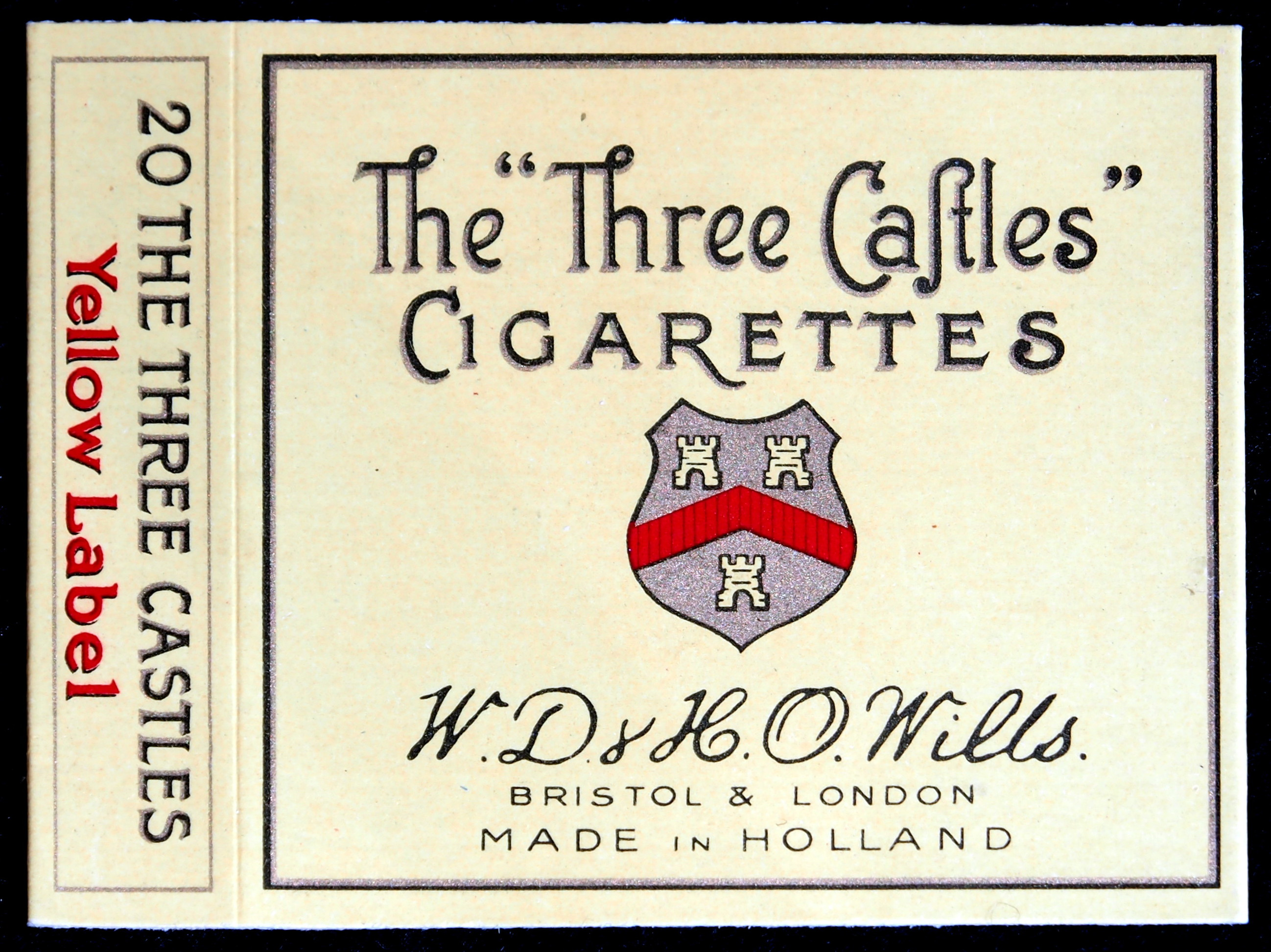
作戦名の由来となったスリーキャッスルのパッケージ

一方、国内軍はドイツ軍の武装解除および市内重要拠点、すなわちアムステルダム王宮、中央銀行、中央郵便局の3箇所の占領を目的とするスリーキャッスル作戦を開始していた。
ドイツ軍が焦土作戦として大規模な破壊行為を行うとする情報があったことから、国内軍では1944年末から主要施設の確保に向けた計画を立て始めた。スリーキャッスル作戦もその一環として立案されたもので、作戦名は当時広く流通していたタバコの名前に由来する。
スリーキャッスル作戦のもと、国内軍はドイツ軍の武装解除および解散を進めたが、その過程で何度か銃撃戦が起こり、死者も出ることになる。
オランダに展開するドイツ軍が既に降伏していたにも関わらず、何故この作戦が実行に移されたかは不明である。中央銀行にSS部隊が集まっていたためとも、イギリス軍の到着に呼応したものとも、カナダ軍の到着が当面期待できなかったためとも言われている。スリーキャッスル作戦における国内軍指揮官の1人だったH・A・L・トランプシュ（H.A.L. Trampusch）は、後年のインタビューで「休戦に伴う混乱のため、朝から命令が届かなくなった。故に、自分の権限において、行動するその時を決めねばならなかった」と述べている。

## 銃撃

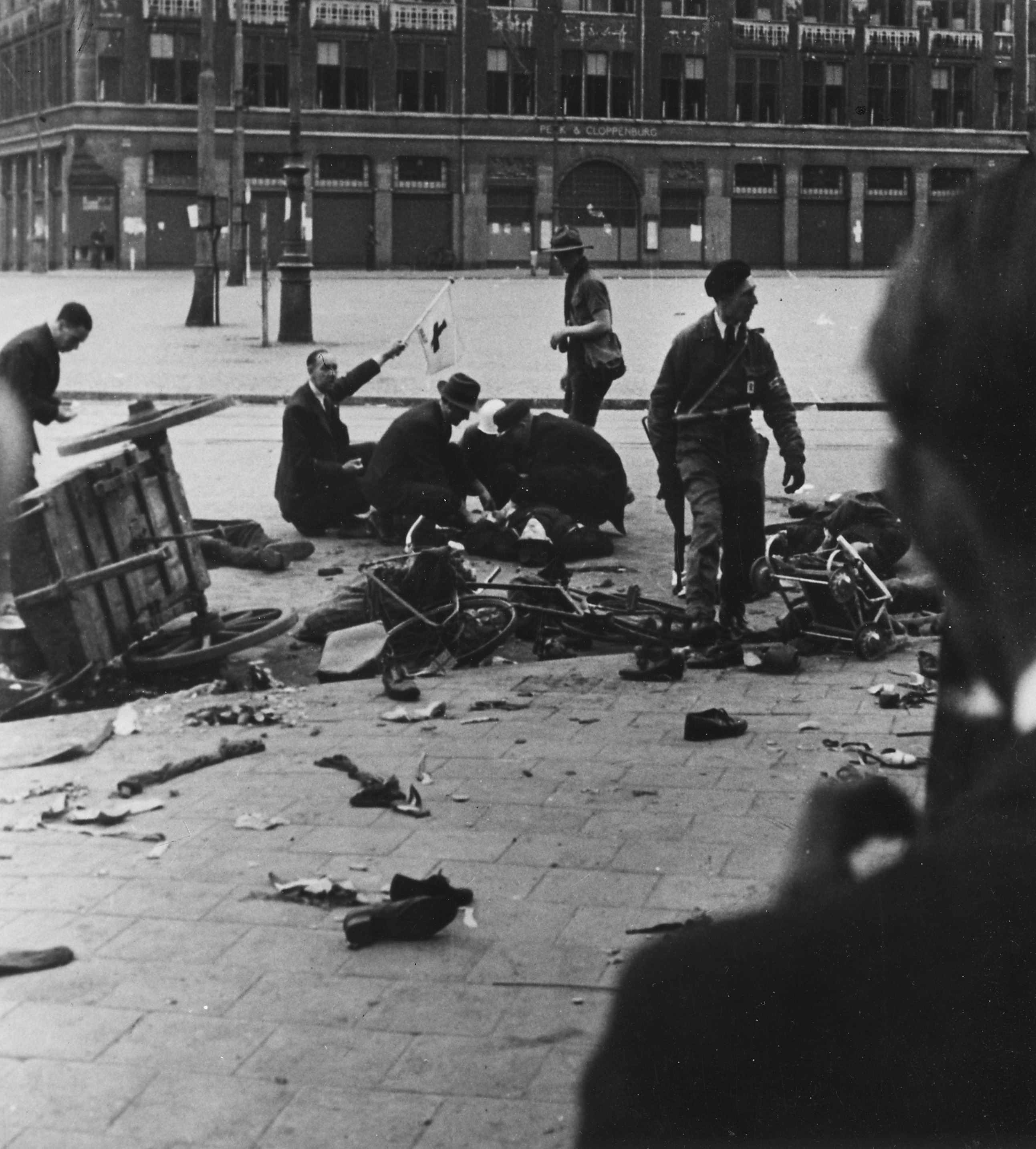
銃撃後の救命活動の様子

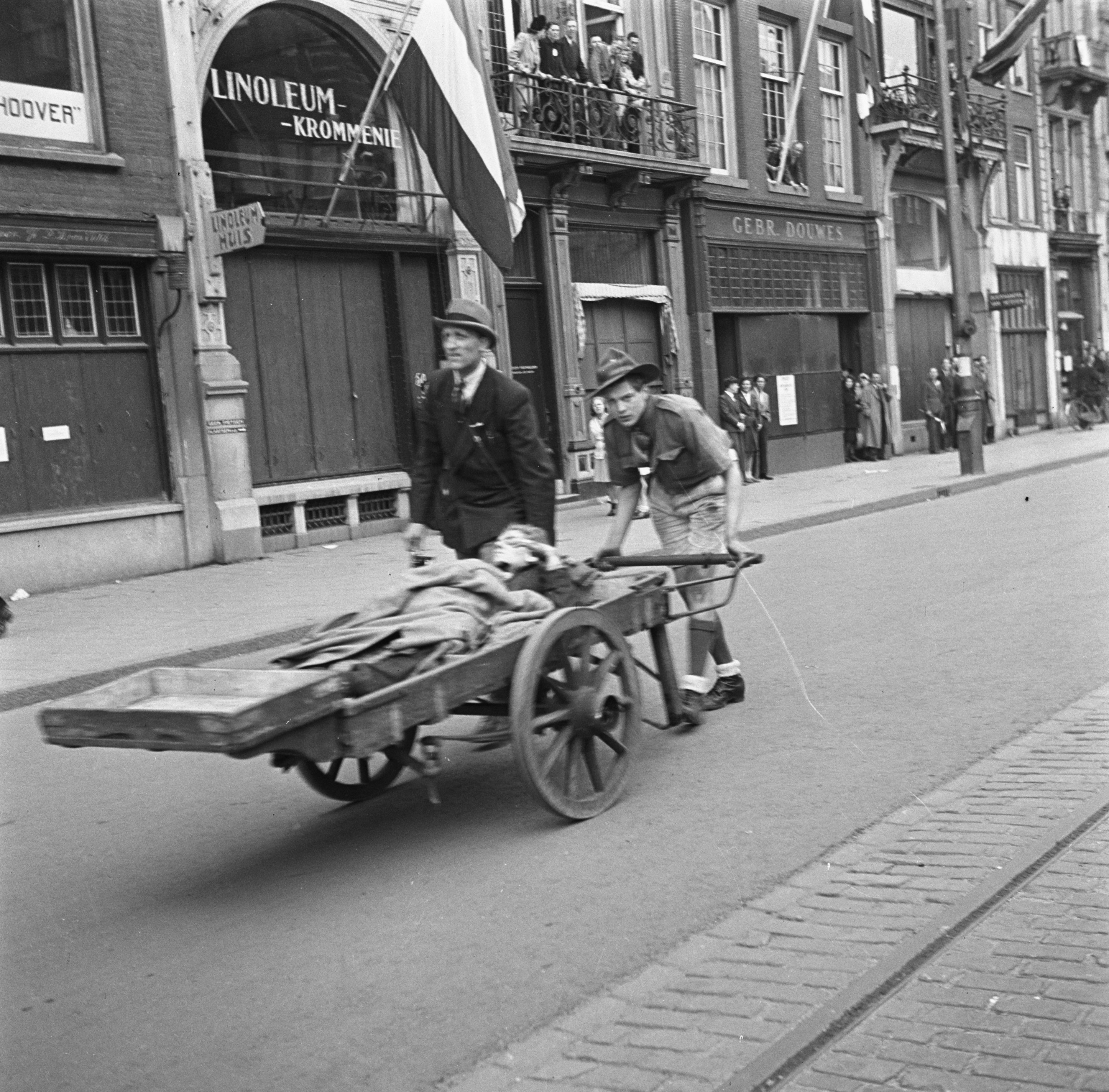
荷車で運ばれる負傷者

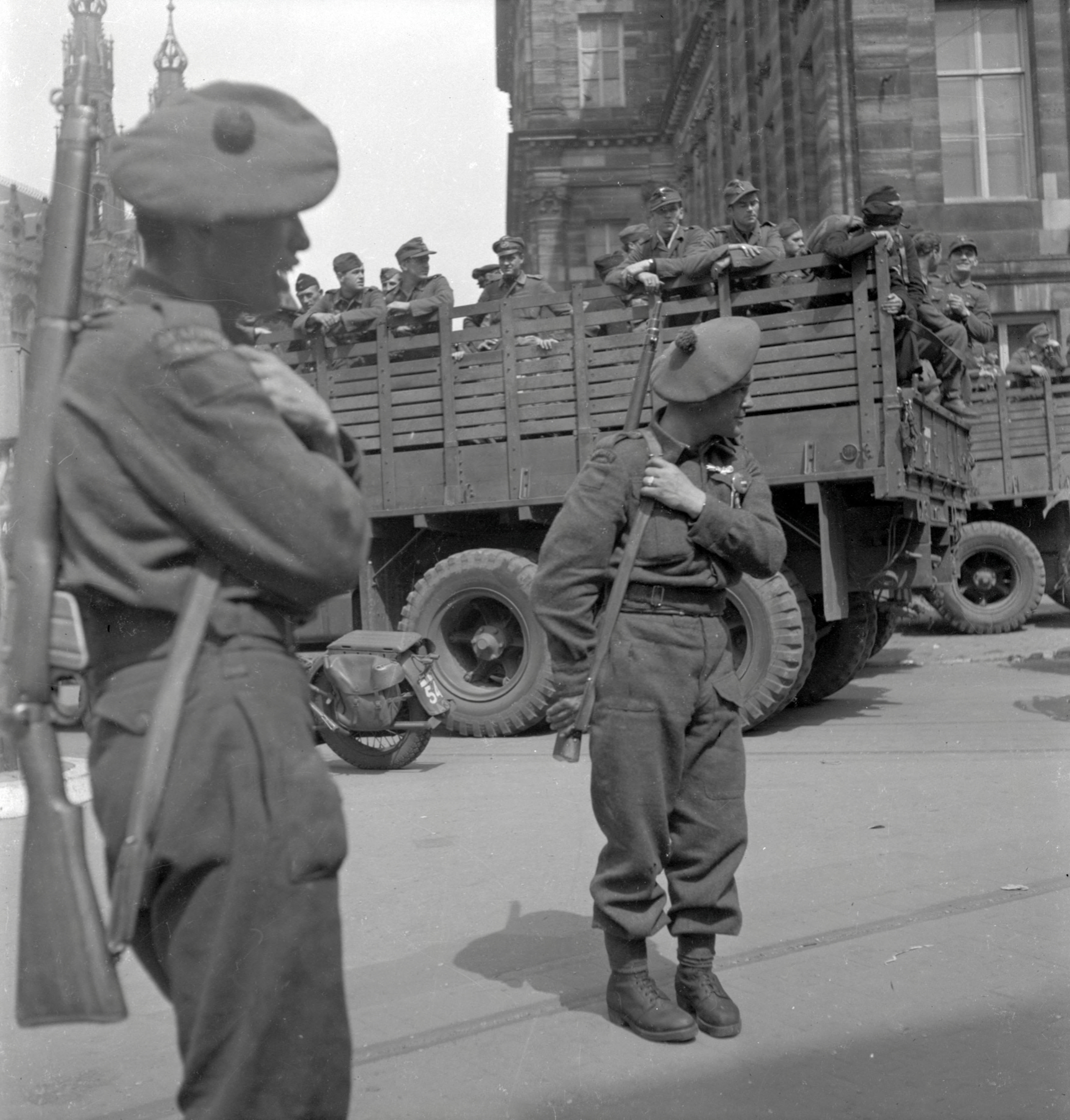
事件後、トラックで護送されるドイツ兵

ダム広場とカルフェル通りの間にあるグローテ・クラブは、当時ドイツ海軍に接収されており、この日も建物の中には海軍将兵が留まっていた。
最初の銃撃は15時00分頃に始まった。ただし、発端は定かではない。ある説によれば、グローテ・クラブからほど近いパレイス通り（Paleisstraat）で国内軍の兵士が2人のドイツ兵を逮捕し、そのうちの1人が武器の引き渡しを拒否して発砲した。その直後、グローテ・クラブの窓やバルコニー、屋上からドイツ兵たちが姿を表し、広場の群衆に向けて銃撃を始めたという。
J・M・スマルダーズ（J.M. Smulders）の証言では、15時00分頃、鉄帽と警官の制服を着用した国内軍兵士の一団が、王宮と中央郵便局の間でドイツ軍の車両を停止させ、2人の乗員を逮捕しており、この際に発砲があったという。ただし、この様子がグローテ・クラブから見えたかは疑わしい。また、残されている映像では、2人のドイツ兵は無傷のまま逮捕されている。
スリーキャッスル作戦に参加していた警官ヘンク・エヴァーズ（Henk Evers）は、国内軍の「過度に活動的な」兵士が強引な武装解除を試みたことに起因するという見解を述べた。武装解除を試みた国内軍兵士がドイツ兵を銃撃したとする目撃証言が何件かある。王宮裏にてより暴力的な逮捕が行われたする目撃者もいる。これによれば、国内軍兵士はドイツ兵の武器を奪い、制服の記章を引きちぎった。そして、集まった人々の歓声の中、ドイツ兵は王宮の裏口へと文字通り蹴り込まれたという。これをグローテ・クラブにいるドイツ兵らが目にしたことが事件のきっかけとも言われる。J・J・ファン・ルースデン准将（J.J. van Leusden）の証言によれば、中央銀行を占領していたドイツ兵らの王宮への護送は問題なく進められたが、2人のドイツ兵が食料を運ぶためとして一度解放されると、そのままグローテ・クラブに向かった。その後、グローテ・クラブ裏から4人のドイツ水兵が現れ、集まっていた国内軍兵士と市民に手榴弾を投げて銃撃を始めたという。あるいは、グローテ・クラブの裏口で恋人だったドイツ水兵に別れを告げていた娘を国内軍兵士が逮捕しようとしたことを発端に衝突が始まったとする証言もある。5月20日に作成された報告書によれば、銃撃の理由を問われたグローテ・クラブのドイツ側指揮官は、国内軍による中央銀行およびグローテ・クラブへの襲撃に言及し、ドイツ軍の占領地をそのままカナダ軍に引き渡すことが連合国軍との降伏条件に含まれており、これを維持するために反撃を行ったと主張した。また、ドイツ軍の武装解除は連合国軍到着後とされており、5月6日には国内軍と現地ドイツ軍司令官が、ドイツ軍がそのまま留まり、必要がある場合のみ非武装で撤退するという旨に合意していた。少なくとも書類上は、アムステルダムのドイツ軍を武装解除する権限を有するのはバーナード・モントゴメリー元帥指揮下のイギリス第21軍集団のみであり、国内軍にその権限は認められていなかった。
最初の銃撃の後、ドイツ軍と国内軍による銃撃戦が始まり、およそ2時間後の17時00分頃まで続いた。スカウト団員や赤十字職員、看護師らが被害者の救命を試みた。ダム広場は大混乱に陥り、人々はニーウェンデイク通り、ロキン通り、ダムラク通りなどへと逃げ出した。街灯やその他の構造物（手回しオルガンや小型のトラックなど）に身を隠そうとする人々もいた。
グローテ・クラブはダム広場に繋がる通りのほとんどを監視できたが、周囲の主要な建物や道路はいずれも国内軍が制圧していた。しかし、依然としていくつかの建物にはドイツの狙撃兵が潜んでいたし、周囲のドイツ軍部隊からの救援も何度か試みられており、銃撃を発端とする戦闘は激化した。ダム広場の事件をきっかけに始まったドイツ軍と国内軍の戦闘は、やがてその場所を王宮裏へ移して続いた。続けてアムステルダム中央駅でも戦闘が起こり、2人のオランダ兵と複数名のドイツ兵が死亡している。
この戦闘がどのように収束したかについても不確かな部分が多い。よく聞かれるのは、国内軍の指揮官カレル・フレデリック・オーバーホフ少佐がベルクマン大尉というドイツ将校を説得してグローテ・クラブに送り、ドイツ兵に銃撃の中止を命じさせたという説である。オーバーホフの報告によれば、彼は最初の銃撃の直後に協力を求めてミュージアム広場の警察署に向かった。これを受けて地元のドイツ軍司令官ハンス・アルフレート・オスカル・シュレーダー中佐（Hans Alfred Oskar Schröder）は、野戦憲兵大尉のベルクマンを派遣した。オーバーホフと共にサイドカー付きバイクで現場に向かう際、ベルクマンは「また海軍だろ。ろくでなしどもめ」（Das ist natürlich wieder die verdammte Marine, welch eine Schweinerei）と愚痴をこぼしたという。グローテ・クラブでの銃撃を終えさせた後、彼らは王宮裏や中央駅での衝突もなんとか鎮圧したという。
あるいは、彼らがグローテ・クラブに到着した時点で、国内軍が建物にバズーカでの攻撃を行った、もしくは行うと脅したことで、銃撃は終わっていたともされる。トランプシュらが主張するところでは、彼らはグローテ・クラブに立てこもるドイツ兵の指揮官だったクラーセという中尉に電話を掛けた後にバズーカでの攻撃を行った。1発目は不発だったが、2発目が大爆発を起こし、これによってドイツ兵らは投降したという。当時グローテ・クラブには大量の弾薬が保管されており、ドイツ兵たちはバズーカによる誘爆を恐れたのだとも言われている。
1951年に作成された報告書では、国内軍地区司令官ペトルス・J・M・ファン・デル・ライデン（Petrus J.M. van der Reijden）がドイツ海軍港湾防衛部隊指揮官アレクサンデル・シュタイン中佐を通じてクラーセ中尉に投降を呼びかけたとしている。ダム広場の状況が少し落ち着いた後、ファン・デル・ライデンの副官フォスが王宮裏の戦闘を止めるために派遣された。報告書によれば、フォスはクラーセと共にドイツ軍や国内軍、民間人に戦闘中止を呼びかけていたという。
グローテ・クラブのドイツ兵たちはそのまま建物に残り、カナダ軍到着後の5月9日に逮捕され、ドイツ本国へと送還された。

## その後
事件翌日の5月8日、カナダ軍が市街に入った。5月9日、数万人の人々が解放を祝うためにダム広場に集まり、ペーター・シュールド・ヘルブランディー首相を始めとする要人の演説が行われた。
事件後、地元紙は死者を19人から22人と報じたが、死者の一覧は掲載されなかった。追悼のために設立された1945年5月7日ダム事件犠牲者追悼会（Stichting Memorial voor Damslachtoffers 7 mei 1945）によれば、この事件でドイツ兵を除き32人が死亡したことを特定している。このうち26人が即死で、5人は銃撃が原因となりその後に死亡した。6月22日に死去した被害者が最後の死者とされる。事件と関係しているかが定かではない被害者もいるため、実際の死者数はより多い可能性がある。新聞報道によれば、けが人は100人から120人とされた。ドイツ側の死者は、警察、国防軍、SSあわせて20人程度と推定されている。
事件後の捜査はほとんど行われず、ドイツ兵を含めて事件に関連して法的に処罰を受けた者もいなかった。

## 追悼

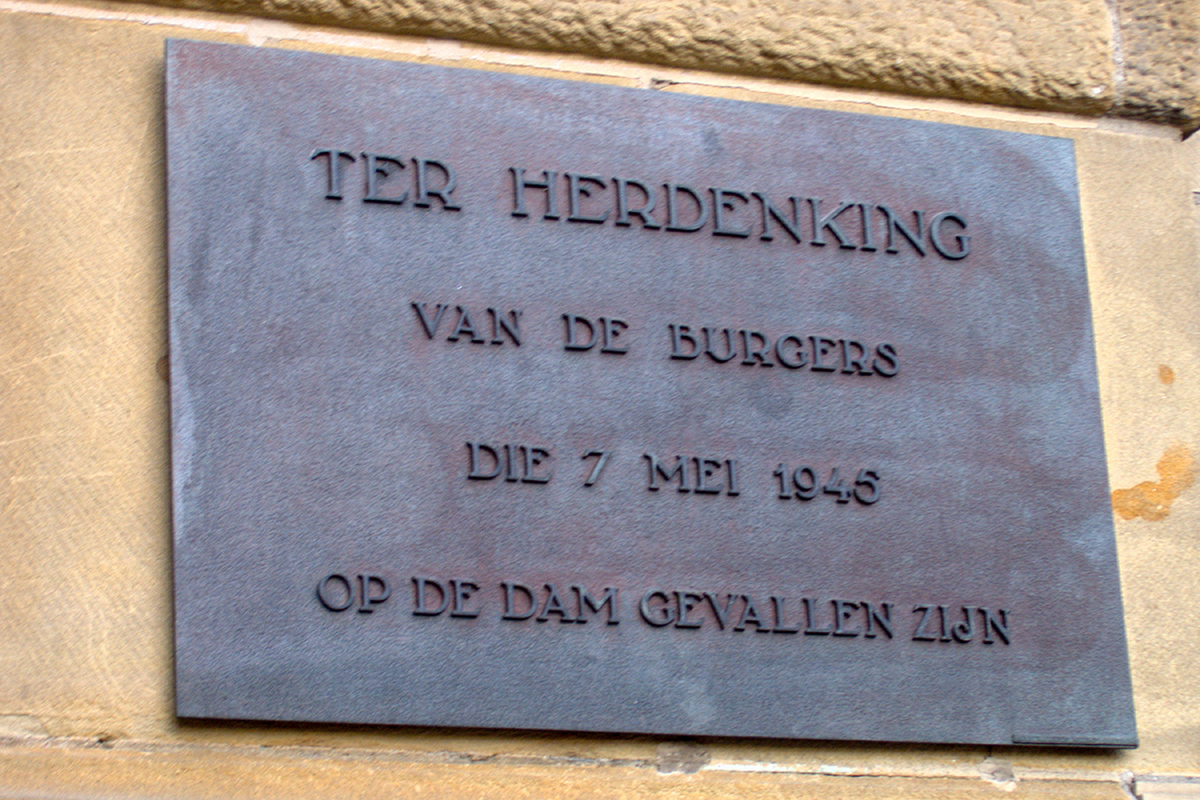
グローテ・クラブに残された追悼のための銘板

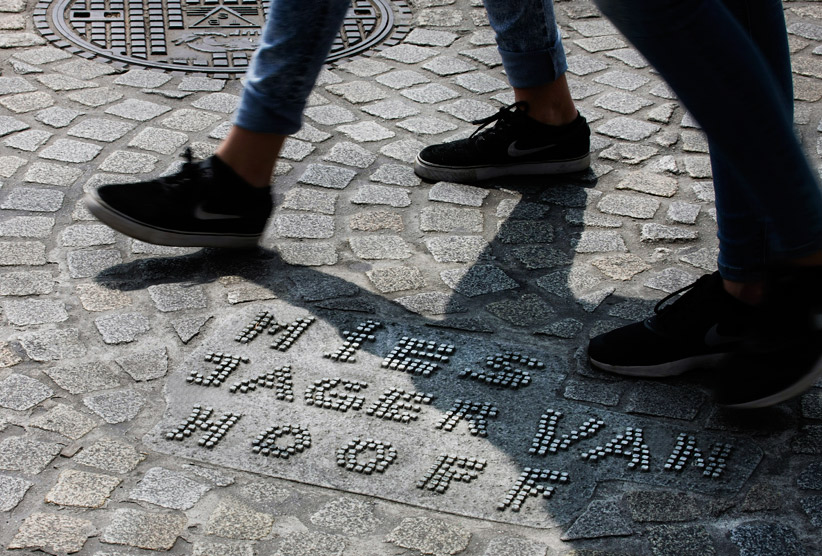
32人の犠牲者の名が刻まれた石の1つ

事件の2年後、追悼のための銘板がグローテ・クラブの建物に設置された。
2015年6月から2016年3月にかけて、犠牲者の名前の文字を刻んだ15,509個の仮想石がウェブサイトplaatseensteen.nl / placeastone.nlに設置された。2016年3月1日、最終的に本物の石としてダム広場の歩道に埋め込まれた。2016年5月7日、新教会での式典の後、エバーハルト・ファン・デル・ラーン市長によって記念碑の除幕式が行われた。。
オーバーホフ少佐は終戦への貢献について、1947年にウィレム軍事勲章を受章した。ただし、1952年に横領について有罪判決を受けて投獄されたため、授与が取り消されている。